# Cen (Familienname)

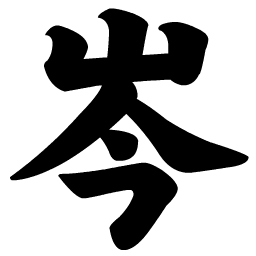

Cen ('tsən) ist die offizielle Pinyin-Umschrift des chinesischen Familiennamens (chinesisch 岑, Pinyin Cén). Je nach Region und Umschrift wird er mit Ts'en (Wade-Giles) und Shum, Sam in Kantonesisch wiedergegeben. Im chinesischen Klassiker der Song-Dynastie, dem „Hundert Familiennamen“ steht Cen an 67. Stelle 2008 war es der 235. häufigste Name in China, den ca. 340.000 Menschen führten. Im Vietnamesischen wird der Name mit sầm, sum, xờm  wieder gegeben; jam, eum im Koreanischen, Sham oder Sum in anderen chinesischen Dialekten. Gelegentlich wird der Name auch mit Shen, Qin, Chen oder Sun wieder gegeben.

## Der Cen Clan
Der Cen Clan wurde im frühen 5. Jahrhundert n. Chr. durch die Söhne von Cen Zi. Es gab einen militärischen Codex der als Clan-Codex eingehalten und schriftlich überliefert wurde. Dieser ging jedoch im Chinesischen Bürgerkrieg verloren.

## Namensträger
- Cen Peng (岑彭; † 36), General der Han-Dynastie
- Cen Hun († 280), Minister der Wu-Dynastie
- Cen Wenben (595–645), Kanzler der Tang-Dynastie
- Cen Changqian († 691), Kanzler der Tang-Dynastie, Neffe von Cen Wenben
- Cen Xi († 713), Kanzler der Tang-Dynastie, Enkel von Cen Wenben
- Cen Can (715–770), Dichter der Tang, Großenkel von Cen Wenben

- Cen Chunxuan (1861–1933), Vizekönig von Liangguang, Interimspräsident der Republik China 1919 bis 1921
- Cen Deguang (岑德广; 1897–??), chinesischer Politiker
- Cen Feilong (岑飛龍; 1905–1997), Maler und Kalligraph
- Cen Guopei (* 1970), Fußballspieler aus Hong Kong, siehe Shum Kwok Pui
- Cen Jianxun (* 1952), Schauspieler und Produzent aus Hong Kong, siehe John Shum
- Cen Lixiang (* 1984), chinesisch-kanadische Schauspielerin, siehe Eliza Sam
- Cen Qixiang (岑麒祥; 1903–1989), Linguist
- Cen Yong (* 1966), Industriemanager, siehe Harry Shum
- Cen Yongkang (* 1982), Schauspieler und Tänzer, siehe Harry Shum, Jr.
- Cen Xu (岑旭; * 1952), chinesischer Vizeadmiral
- Cen Yuying (岑毓英; 1829–1889), chinesischer Politiker, Gouverneur von Yunnan
- Cen Zhangzhi (岑章志; * 1946), Physiker und Hochschullehrer
- Cen Zhongmian (岑仲勉; 1885–1961), Historiker